# آتیلا ساس
آتیلا ساس (مجاری: Szász Attila؛ زادهٔ ۲۳ اکتبر ۱۹۷۲) کارگردان، نویسنده اهل مجارستان است. وی از سال ۲۰۰۰ میلادی تاکنون مشغول فعالیت بوده‌است.

## زندگی‌نامه
آتیلا ساس، متولد ۱۹۷۲ در سولنوک مجارستان، در سال ۱۹۹۶ از آکادمی سینما و نمایش بوداپست فارغ‌التحصیل شد. از جمله فیلم‌های او می‌توان از فیلم کوتاه ۳۰ دقیقه‌ای حالا من را می‌بینی، حالا نه (۲۰۰۵) و سه فیلم بلند سفیر برن (۲۰۱۴) (فیلم تلویزیونی)، اراذل (۲۰۱۵) (فیلم تلویزیونی) و زمستان بی‌انتها نام برد.